# 北投埔
北投埔，是臺灣南投縣草屯鎮的一個傳統地域名稱，位於該鎮西南部。相較於今日行政區，其範圍大致包括復興里、碧峰里東部（溪州埤排水以東）、碧洲里東北部（溪州埤排水以東）。

## 歷史
台灣清治末期至日治初期，北投埔地區為一街庄，稱為「北投埔庄」，隸屬於北投堡。該庄北與新庄為鄰，東北及東與草鞋墩庄為鄰，東南邊及南邊為林仔頭庄，西南邊及西邊為月眉厝庄。
1901年（日治明治三十四年）11月，全台廢縣廳改設二十廳，該庄隸屬於南投廳。1903年（明治三十六年）6月，該庄編入「草鞋墩區」，隸屬於南投廳。1909年（明治四十二年）10月，合併二十廳為十二廳，草鞋墩區仍隸屬於南投廳。1920年（大正九年），全台地方制度大改正，廢十二廳改設五州二廳，該庄改制為「北投埔」大字，隸屬於臺中州南投郡草屯庄。1938年（昭和十三年），草屯庄升格為草屯街。
戰後草屯街改制為草屯鎮，隸屬於臺中縣，大字亦改制為里。1950年10月，中、彰、投分治，草屯鎮改隸屬南投縣。

## 聚落
本地區發展較早的聚落有頂新厝、下新厝、下厝仔、溝墘、白厝角等，在日治期初期的官方地圖上已有記載。此外，本地區尚有北投埔、南北投埔等聚落。

## 交通
國道3號又稱「福爾摩沙高速公路」，是貫穿台灣西部的兩條縱向高速公路之一，大致經過北投埔地區西部邊界外不遠處，並以西北—東南走向經過北投埔南端。境內未設交流道，北側最近的是省道台14線交會處的草屯交流道，西南側省道台76線交會處設有中興系統交流道，南側省道台14乙線交會處設有南投交流道，由此等可快速前往台灣南北各地及彰化平原。
省道台3線（草溪路）俗稱「內山公路」，是臺北至屏東的平面幹道，大致以東北微北—西南微南走向轉東北—西南走向蜿蜒經過本地區東南部及南部邊界外不遠處。由該道路向東北微北可前往草屯市區、霧峰、大里、台中市區等地，向西南轉南可前往南投、名間、竹山、林內等地。
省道台14乙線（碧興路一段）是芬園至南投五塊厝的幹道，大致以北北東—南南西繞大彎轉北北西—南南東走向再轉西北—東南走向蜿蜒經過本地區西部及西南部邊界外不遠處。由該道路向北北東可前往新庄西部的北投舊街聚落、石頭埔、下茄荖並止於省道台14線路口，向東南轉南南東經省道台3線路口後繞大彎經國道3號南投交流道轉北北東再轉東可經山腳轉南南東前往營盤口、內轆、軍功寮、包尾、三塊厝並止於其其南側邊界外緣的省道台3線、縣道150號共線路口。
縣道148號（碧山路）是王功至草屯的道路，大致以西南西—東北東走向經過本地區北部。由該道路向西南西可前往芬園南部、員林、埔心、溪湖、二林北部、芳苑中部的王功等地，向東北東轉東可前往草屯市區並止於省道台3線路口。
鄉道投9線（史館路、碧山路、立人路）是新庄至阿法庄的道路，大致以北北西—南南東走向到達由本地區北部邊界中央偏東處，先沿邊界行一小段路後因邊界線西移而入境，至縣道148號路口轉西南西與其共線一小段路，至立人路路口轉南南東獨行，至碧峰國小轉西南再轉南南東，經溝子墘聚落後出境。由該道路向北北西可前往新庄與草屯交界地帶、新庄地區的北投聚落、新庄與草屯另一段交界地帶並止於省道台14線路口，向南南東可前往林子頭西南部的阿法庄並止於省道台3線路口。

## 學校
- 碧峰國小